# Cot Batee Meucanang
Cot Batee Meucanang är en kulle i Indonesien.   Den ligger i provinsen Aceh, i den västra delen av landet, 1 800 km nordväst om huvudstaden Jakarta. Toppen på Cot Batee Meucanang är 249 meter över havet.
Terrängen runt Cot Batee Meucanang är kuperad åt nordost, men åt sydväst är den platt. Havet är nära Cot Batee Meucanang åt nordost.Runt Cot Batee Meucanang är det tätbefolkat, med 257 invånare per kvadratkilometer. Närmaste större samhälle är Banda Aceh, 14,1 km väster om Cot Batee Meucanang. Omgivningarna runt Cot Batee Meucanang är en mosaik av jordbruksmark och naturlig växtlighet.